# Spánek (obraz)
Spánek (ve francouzském originále Le Sommeil) je olejomalba Gustave Courbeta z roku 1866. Obraz zobrazuje lesbický pár. Byl původně objednán osmanským diplomatem a sběratelem umění Halilem Šerifem Pašou, který žil v Paříži od roku 1860. Obraz nebyl povolen k veřejnému vystavování až do roku 1988, stejně jako řada dalších Courbetových děl. Jednou z modelek byla Joanna Hiffernanová, která byla v té době milenkou malíře Jamese McNeilla Whistlera. Obraz byl inspirován básní Charlese Baudelaira Delphine et Hippolyte z jeho sbírky Květy zla. V současnosti je obraz ve sbírkách pařížského muzea Petit Palais.